# Lijst van bewindslieden voor het CDA
Dit is een chronologische lijst van bewindslieden voor het CDA. Het betreft alle politici die voor het Christen-Democratisch Appèl minister of staatssecretaris in een Nederlands kabinet zijn geweest.
| Bewindspersoon                         | Post                         | Portefeuille                                                   | Kabinet                | Jaar                |
| -------------------------------------- | ---------------------------- | -------------------------------------------------------------- | ---------------------- | ------------------- |
| Dries van Agt                          | Minister-president           | Algemene Zaken                                                 | kabinet-Van-Agt I      | 1977-1981           |
| Dries van Agt                          | Minister-president           | Algemene Zaken                                                 | kabinet-Van Agt II     | 1981-1982           |
| Dries van Agt                          | Minister-president           | Algemene Zaken                                                 | kabinet-Van Agt III    | 1982                |
| Job de Ruiter                          | Minister                     | Justitie                                                       | kabinet-Van Agt I      | 1977-1981           |
| Job de Ruiter                          | Minister                     | Justitie                                                       | kabinet-Van Agt II     | 1981-1982           |
| Job de Ruiter                          | Minister                     | Justitie                                                       | kabinet-Van Agt III    | 1982                |
| Job de Ruiter                          | Minister                     | Justitie                                                       | kabinet-Lubbers I      | 1982-1986           |
| Frans Andriessen                       | Minister                     | Financiën                                                      | kabinet-Van Agt I      | 1977-1980           |
| Fons van der Stee                      | Minister                     | Landbouw en Visserij Nederlands-Antilliaanse Zaken             | kabinet-Van Agt I      | 1977-1980           |
| Fons van der Stee                      | Minister                     | Financiën Nederlands-Antilliaanse Zaken                        | kabinet-Van Agt I      | 1980-1981           |
| Fons van der Stee                      | Minister                     | Financiën                                                      | kabinet-Van Agt II     | 1981-1982           |
| Roelof Kruisinga                       | Minister                     | Defensie                                                       | kabinet-Van Agt I      | 1977-1978           |
| Willem Scholten                        | Minister                     | Defensie                                                       | kabinet-Van Agt I      | 1978-1980           |
| Pieter de Geus                         | Minister                     | Defensie                                                       | kabinet-Van Agt I      | 1980-1981           |
| Pieter Beelaerts van Blokland          | Minister                     | Volkshuisvesting en Ruimtelijke Ordening                       | kabinet-Van Agt I      | 1977-1981           |
| Gerrit Braks                           | Minister                     | Landbouw en Visserij                                           | kabinet-Van Agt I      | 1980-1981           |
| Gerrit Braks                           | Minister                     | Landbouw en Visserij                                           | kabinet-Lubbers I      | 1981-1986           |
| Gerrit Braks                           | Minister                     | Landbouw en Visserij                                           | kabinet-Lubbers II     | 1986-1989           |
| Gerrit Braks                           | Minister                     | Onderwijs en Wetenschappen                                     | kabinet-Lubbers II     | 1989                |
| Gerrit Braks                           | Minister                     | Landbouw, Natuurbeheer en Visserij                             | kabinet-Lubbers III    | 1989-1990           |
| Wil Albeda                             | Minister                     | Sociale Zaken                                                  | kabinet-Van Agt I      | 1977-1981           |
| Til Gardeniers-Berendsen               | Minister                     | Cultuur, Recreatie en Maatschappelijk Werk                     | kabinet-Van Agt I      | 1977-1981           |
| Til Gardeniers-Berendsen               | Minister                     | Volksgezondheid en Milieuhygiëne                               | kabinet-Van Agt II     | 1981-1982           |
| Til Gardeniers-Berendsen               | Minister                     | Volksgezondheid en Milieuhygiëne                               | kabinet-Van Agt III    | 1982                |
| Jan de Koning                          | Minister zonder portefeuille | Ontwikkelingssamenwerking                                      | kabinet-Van Agt I      | 1977-1981           |
| Jan de Koning                          | Minister                     | Landbouw en Visserij                                           | kabinet-Van Agt II     | 1981-1982           |
| Jan de Koning                          | Minister                     | Sociale Zaken en Werkgelegenheid Nederlands-Antilliaanse Zaken | kabinet-Lubbers I      | 1982-1986           |
| Jan de Koning                          | Minister                     | Sociale Zaken en Werkgelegenheid Nederlands-Antilliaanse Zaken | kabinet-Lubbers II     | 1986-1989           |
| Rinus Peijnenburg                      | Minister zonder portefeuille | Wetenschapsbeleid                                              | kabinet-Van Agt I      | 1977-1979           |
| Ton van Trier                          | Minister zonder portefeuille | Wetenschapsbeleid                                              | kabinet-Van Agt I      | 1979-1981           |
| Durk van der Mei                       | Staatssecretaris             | Buitenlandse Zaken                                             | kabinet-Van Agt I      | 1977-1981           |
| Klaas de Jong Ozn.                     | Staatssecretaris             | Onderwijs en Wetenschappen                                     | kabinet-Van Agt I      | 1977-1978           |
| Ad Hermes                              | Staatssecretaris             | Onderwijs en Wetenschappen                                     | kabinet-Van Agt I      | 1978-1981           |
| Ad Hermes                              | Staatssecretaris             | Onderwijs en Wetenschappen                                     | kabinet-Van Agt II     | 1981-1982           |
| Ad Hermes                              | Staatssecretaris             | Onderwijs en Wetenschappen                                     | kabinet-Van Agt III    | 1982                |
| Ad Nooteboom                           | Staatssecretaris             | Financiën                                                      | kabinet-Van Agt I      | 1977-1980           |
| Marius van Amelsvoort                  | Staatssecretaris             | Financiën                                                      | kabinet-Van Agt I      | 1980-1981           |
| Marius van Amelsvoort                  | Staatssecretaris             | Binnenlandse Zaken                                             | kabinet-Lubbers I      | 1982-1986           |
| Marius van Amelsvoort                  | Staatssecretaris             | Financiën                                                      | kabinet-Lubbers III    | 1989-1994           |
| Cees van Lent                          | Staatssecretaris             | Defensie                                                       | kabinet-Van Agt I      | 1977-1981           |
| Gerrit Brokx                           | Staatssecretaris             | Volkshuisvesting en Ruimtelijke Ordening                       | kabinet-Van Agt I      | 1977-1981           |
| Gerrit Brokx                           | Staatssecretaris             | Volkshuisvesting, Ruimtelijke Ordening en Milieubeheer         | kabinet-Lubbers I      | 1982-1986           |
| Gerrit Brokx                           | Staatssecretaris             | Volkshuisvesting, Ruimtelijke Ordening en Milieubeheer         | kabinet-Lubbers II     | 1986                |
| Ted Hazekamp                           | Staatssecretaris             | Economische Zaken                                              | kabinet-Van Agt I      | 1977-1981           |
| Louw de Graaf                          | Staatssecretaris             | Sociale Zaken                                                  | kabinet-Van Agt I      | 1977-1981           |
| Louw de Graaf                          | Staatssecretaris             | Sociale Zaken en Werkgelegenheid                               | kabinet-Lubbers I      | 1982-1986           |
| Louw de Graaf                          | Staatssecretaris             | Sociale Zaken en Werkgelegenheid                               | kabinet-Lubbers II     | 1986-1989           |
| Jeltien Kraaijeveld-Wouters            | Staatssecretaris             | Cultuur, Recreatie en Maatschappelijk Werk                     | kabinet-Van Agt I      | 1977-1981           |
| Kees van Dijk                          | Minister zonder portefeuille | Ontwikkelingssamenwerking                                      | kabinet-Van Agt II     | 1981-1982           |
| Kees van Dijk                          | Minister zonder portefeuille | Ontwikkelingssamenwerking                                      | kabinet-Van Agt III    | 1982                |
| Kees van Dijk                          | Minister                     | Binnenlandse Zaken                                             | kabinet-Lubbers II     | 1982-1986           |
| Hans van den Broek                     | Staatssecretaris             | Buitenlandse Zaken                                             | kabinet-Van Agt II     | 1981-1982           |
| Hans van den Broek                     | Staatssecretaris             | Buitenlandse Zaken                                             | kabinet-Van Agt III    | 1982                |
| Hans van den Broek                     | Minister                     | Buitenlandse Zaken                                             | kabinet-Lubbers I      | 1982-1986           |
| Hans van den Broek                     | Minister                     | Buitenlandse Zaken                                             | kabinet-Lubbers II     | 1986-1989           |
| Hans van den Broek                     | Minister                     | Buitenlandse Zaken                                             | kabinet-Lubbers III    | 1989-1993           |
| Gerard van Leijenhorst                 | Staatssecretaris             | Binnenlandse Zaken                                             | kabinet-Van Agt II     | 1981-1982           |
| Gerard van Leijenhorst                 | Staatssecretaris             | Binnenlandse Zaken                                             | kabinet-Van Agt III    | 1982                |
| Gerard van Leijenhorst                 | Staatssecretaris             | Onderwijs en Wetenschappen                                     | kabinet-Lubbers I      | 1982-1986           |
| Wim Deetman                            | Staatssecretaris             | Onderwijs en Wetenschappen                                     | kabinet-Van Agt II     | 1981-1982           |
| Wim Deetman                            | Minister                     | Onderwijs en Wetenschappen                                     | kabinet-Van Agt III    | 1982                |
| Wim Deetman                            | Minister                     | Onderwijs en Wetenschappen                                     | kabinet-Lubbers I      | 1982-1986           |
| Wim Deetman                            | Minister                     | Onderwijs en Wetenschappen                                     | kabinet-Lubbers II     | 1986-1989           |
| Jan van Houwelingen                    | Staatssecretaris             | Defensie                                                       | kabinet-Van Agt II     | 1981-1982           |
| Jan van Houwelingen                    | Staatssecretaris             | Defensie                                                       | kabinet-Van Agt III    | 1982                |
| Jan van Houwelingen                    | Staatssecretaris             | Defensie                                                       | kabinet-Lubbers I      | 1982-1986           |
| Jan van Houwelingen                    | Staatssecretaris             | Defensie                                                       | kabinet-Lubbers II     | 1986-1989           |
| Piet van Zeil                          | Staatssecretaris             | Economische Zaken                                              | kabinet-Van Agt II     | 1981-1982           |
| Piet van Zeil                          | Staatssecretaris             | Sociale Zaken en Werkgelegenheid                               | kabinet-Van Agt III    | 1982                |
| Piet van Zeil                          | Staatssecretaris             | Economische Zaken                                              | kabinet-Lubbers I      | 1982-1986           |
| Hans de Boer                           | Staatssecretaris             | Cultuur, Recreatie en Maatschappelijk Werk                     | kabinet-Van Agt II     | 1981-1982           |
| Louw de Graaf                          | Minister                     | Sociale Zaken en Werkgelegenheid                               | kabinet-Van Agt III    | 1982                |
| Ruud Lubbers                           | Minister-president           | Algemene Zaken                                                 | kabinet-Lubbers I      | 1982-1986           |
| Ruud Lubbers                           | Minister-president           | Algemene Zaken                                                 | kabinet-Lubbers II     | 1986-1989           |
| Ruud Lubbers                           | Minister-president           | Algemene Zaken                                                 | kabinet-Lubbers III    | 1989-1994           |
| Onno Ruding                            | Minister                     | Financiën                                                      | kabinet-Lubbers I      | 1982-1986           |
| Elco Brinkman                          | Minister                     | Welzijn, Volksgezondheid en Cultuur                            | kabinet-Lubbers I      | 1982-1986           |
| Elco Brinkman                          | Minister                     | Welzijn, Volksgezondheid en Cultuur                            | kabinet-Lubbers II     | 1986-1989           |
| Joop van der Reijden                   | Staatssecretaris             | Welzijn, Volksgezondheid en Cultuur                            | kabinet-Lubbers I      | 1982-1986           |
| Piet Bukman                            | Minister zonder portefeuille | Ontwikkelingssamenwerking                                      | kabinet-Lubbers II     | 1986-1989           |
| Piet Bukman                            | Staatssecretaris             | Economische Zaken                                              | kabinet-Lubbers III    | 1989-1990           |
| Piet Bukman                            | Minister                     | Landbouw, Natuurbeheer en Visserij                             | kabinet-Lubbers III    | 1990-1994           |
| René van der Linden                    | Staatssecretaris             | Buitenlandse Zaken                                             | kabinet-Lubbers II     | 1986-1988           |
| Berend-Jan van Voorst tot Voorst       | Staatssecretaris             | Buitenlandse Zaken                                             | kabinet-Lubbers II     | 1988-1989           |
| Berend-Jan van Voorst tot Voorst       | Staatssecretaris             | Defensie                                                       | kabinet-Lubbers III    | 1989-1993           |
| Dieuwke de Graaff-Nauta                | Staatssecretaris             | Binnenlandse Zaken                                             | kabinet-Lubbers II     | 1986-1989           |
| Dieuwke de Graaff-Nauta                | Staatssecretaris             | Binnenlandse Zaken                                             | kabinet-Lubbers III    | 1989-1994           |
| Dieuwke de Graaff-Nauta                | Minister                     | Binnenlandse Zaken                                             | kabinet-Lubbers III    | 1994                |
| Enneüs Heerma                          | Staatssecretaris             | Economische Zaken                                              | kabinet-Lubbers II     | 1986                |
| Enneüs Heerma                          | Staatssecretaris             | Volkshuisvesting, Ruimtelijke Ordening en Milieu               | kabinet-Lubbers II     | 1986-1989           |
| Enneüs Heerma                          | Staatssecretaris             | Volkshuisvesting, Ruimtelijke Ordening en Milieu               | kabinet-Lubbers III    | 1989-1994           |
| Yvonne van Rooy                        | Staatssecretaris             | Economische Zaken                                              | kabinet-Lubbers II     | 1986-1989           |
| Yvonne van Rooy                        | Staatssecretaris             | Economische Zaken                                              | kabinet-Lubbers III    | 1990-1994           |
| Pieter Kooijmans                       | Minister                     | Buitenlandse Zaken                                             | kabinet-Lubbers III    | 1989-1994           |
| Dries van Agt                          | Minister                     | Buitenlandse Zaken                                             | kabinet-van Agt III    | 1982                |
| Ernst Hirsch Ballin                    | Minister                     | Justitie Nederlands-Antilliaanse en Arubaanse Zaken            | kabinet-Lubbers III    | 1989-1994           |
| Ernst Hirsch Ballin                    | Minister                     | Justitie                                                       | kabinet-Balkenende III | 2006-2007           |
| Ernst Hirsch Ballin                    | Minister                     | Justitie                                                       | kabinet-Balkenende IV  | 2007-2010           |
| Hanja Maij-Weggen                      | Minister                     | Verkeer en Waterstaat                                          | kabinet-Lubbers III    | 1989-1994           |
| Koos Andriessen                        | Minister                     | Economische Zaken                                              | kabinet-Lubbers III    | 1989-1994           |
| Bert de Vries                          | Minister                     | Sociale Zaken en Werkgelegenheid                               | kabinet-Lubbers III    | 1989-1994           |
| Ton Frinking                           | Staatssecretaris             | Defensie                                                       | kabinet-Lubbers III    | 1993-1994           |
| Dzsingisz Gabor                        | Staatssecretaris             | Landbouw, Natuurbeheer en Visserij                             | kabinet-Lubbers III    | 1990-1994           |
| Jan Peter Balkenende                   | Minister-president           | Algemene Zaken                                                 | kabinet-Balkenende I   | 2002-2003           |
| Jan Peter Balkenende                   | Minister-president           | Algemene Zaken                                                 | kabinet-Balkenende II  | 2003-2006           |
| Jan Peter Balkenende                   | Minister-president           | Algemene Zaken                                                 | kabinet-Balkenende III | 2006-2007           |
| Jan Peter Balkenende                   | Minister-president           | Algemene Zaken                                                 | kabinet-Balkenende IV  | 2007-2010           |
| Jaap de Hoop Scheffer                  | Minister                     | Buitenlandse Zaken                                             | kabinet-Balkenende I   | 2002-2003           |
| Jaap de Hoop Scheffer                  | Minister                     | Buitenlandse Zaken                                             | kabinet-Balkenende II  | 2003                |
| Piet Hein Donner                       | Minister                     | Justitie                                                       | kabinet-Balkenende I   | 2002-2003           |
| Piet Hein Donner                       | Minister                     | Justitie                                                       | kabinet-Balkenende II  | 2003-2006           |
| Piet Hein Donner                       | Minister                     | Justitie                                                       | kabinet-Balkenende III | 2006                |
| Piet Hein Donner                       | Minister                     | Sociale Zaken en Werkgelegenheid                               | kabinet-Balkenende IV  | 2007-2010           |
| Piet Hein Donner                       | Minister                     | Binnenlandse Zaken en Koninkrijksrelaties                      | kabinet-Rutte I        | 2010-2011           |
| Maria van der Hoeven                   | Minister                     | Onderwijs, Cultuur en Wetenschappen                            | kabinet-Balkenende I   | 2002-2003           |
| Maria van der Hoeven                   | Minister                     | Onderwijs, Cultuur en Wetenschappen                            | kabinet-Balkenende II  | 2003-2006           |
| Maria van der Hoeven                   | Minister                     | Onderwijs, Cultuur en Wetenschappen                            | kabinet-Balkenende III | 2006-2007           |
| Maria van der Hoeven                   | Minister                     | Economische Zaken                                              | kabinet-Balkenende IV  | 2007-2010           |
| Cees Veerman                           | Minister                     | Landbouw, Natuurbeheer en Visserij                             | kabinet-Balkenende I   | 2002-2003           |
| Cees Veerman                           | Minister                     | Landbouw, Natuurbeheer en Voedselveiligheid                    | kabinet-Balkenende II  | 2003-2006           |
| Cees Veerman                           | Minister                     | Landbouw, Natuurbeheer en Voedselveiligheid                    | kabinet-Balkenende III | 2006-2007           |
| Aart Jan de Geus                       | Minister                     | Sociale Zaken en Werkgelegenheid                               | kabinet-Balkenende I   | 2002-2003           |
| Aart Jan de Geus                       | Minister                     | Sociale Zaken en Werkgelegenheid                               | kabinet-Balkenende II  | 2003-2006           |
| Aart Jan de Geus                       | Minister                     | Sociale Zaken en Werkgelegenheid                               | kabinet-Balkenende III | 2006-2007           |
| Agnes van Ardenne                      | Staatssecretaris             | Buitenlandse Zaken                                             | kabinet-Balkenende I   | 2002-2003           |
| Agnes van Ardenne                      | Minister zonder portefeuille | Ontwikkelingssamenwerking                                      | kabinet-Balkenende II  | 2003-2006           |
| Agnes van Ardenne                      | Minister zonder portefeuille | Ontwikkelingssamenwerking                                      | kabinet-Balkenende III | 2006-2007           |
| Cees van der Knaap                     | Staatssecretaris             | Defensie                                                       | kabinet-Balkenende I   | 2002-2003           |
| Cees van der Knaap                     | Staatssecretaris             | Defensie                                                       | kabinet-Balkenende II  | 2003-2006           |
| Cees van der Knaap                     | Staatssecretaris             | Defensie                                                       | kabinet-Balkenende III | 2006-2007           |
| Cees van der Knaap                     | Staatssecretaris             | Defensie                                                       | kabinet-Balkenende IV  | 2007                |
| Pieter van Geel                        | Staatssecretaris             | Volksgezondheid, Ruimtelijke Ordening en Milieu                | kabinet-Balkenende I   | 2002-2003           |
| Pieter van Geel                        | Staatssecretaris             | Volksgezondheid, Ruimtelijke Ordening en Milieu                | kabinet-Balkenende II  | 2003-2006           |
| Pieter van Geel                        | Staatssecretaris             | Volksgezondheid, Ruimtelijke Ordening en Milieu                | kabinet-Balkenende III | 2006-2007           |
| Joop Wijn                              | Staatssecretaris             | Economische Zaken                                              | kabinet-Balkenende I   | 2002-2003           |
| Joop Wijn                              | Staatssecretaris             | Financiën                                                      | kabinet-Balkenende II  | 2003-2006           |
| Joop Wijn                              | Minister                     | Economische Zaken                                              | kabinet-Balkenende III | 2006-2007           |
| Clémence Ross-van Dorp                 | Staatssecretaris             | Volksgezondheid, Welzijn en Sport                              | kabinet-Balkenende I   | 2002-2003           |
| Clémence Ross-van Dorp                 | Staatssecretaris             | Volksgezondheid, Welzijn en Sport                              | kabinet-Balkenende II  | 2003-2006           |
| Clémence Ross-van Dorp                 | Staatssecretaris             | Volksgezondheid, Welzijn en Sport                              | kabinet-Balkenende III | 2006-2007           |
| Ben Bot                                | Minister                     | Buitenlandse Zaken                                             | kabinet-Balkenende II  | 2003-2006           |
| Ben Bot                                | Minister                     | Buitenlandse Zaken                                             | kabinet-Balkenende III | 2006-2007           |
| Karla Peijs                            | Minister                     | Verkeer en Waterstaat                                          | kabinet-Balkenende II  | 2003-2006           |
| Karla Peijs                            | Minister                     | Verkeer en Waterstaat                                          | kabinet-Balkenende III | 2006-2007           |
| Karien van Gennip                      | Staatssecretaris             | Economische Zaken                                              | kabinet-Balkenende II  | 2003-2006           |
| Karien van Gennip                      | Staatssecretaris             | Economische Zaken                                              | kabinet-Balkenende III | 2006-2007           |
| Karien van Gennip                      | Minister                     | Sociale Zaken en Werkgelegenheid                               | kabinet-Rutte IV       | 2022-2024           |
| Maxime Verhagen                        | Minister                     | Buitenlandse Zaken                                             | kabinet-Balkenende IV  | 2007-2010           |
| Maxime Verhagen                        | Minister                     | Economische Zaken, Landbouw en Innovatie                       | kabinet-Rutte I        | 2010-2012           |
| Camiel Eurlings                        | Minister                     | Verkeer en Waterstaat                                          | kabinet-Balkenende IV  | 2007-2010           |
| Gerda Verburg                          | Minister                     | Landbouw, Natuurbeheer en Voedselveiligheid                    | kabinet-Balkenende IV  | 2007-2010           |
| Ab Klink                               | Minister                     | Volksgezondheid, Welzijn en Sport                              | kabinet-Balkenende IV  | 2007-2010           |
| Ank Bijleveld                          | Staatssecretaris             | Binnenlandse Zaken en Koninkrijksrelaties                      | kabinet-Balkenende IV  | 2007-2010           |
| Ank Bijleveld                          | Minister                     | Defensie                                                       | kabinet-Rutte III      | 2017-2021           |
| Jack de Vries                          | Staatssecretaris             | Defensie                                                       | kabinet-Balkenende IV  | 2007-2010           |
| Jan Kees de Jager                      | Staatssecretaris             | Financiën                                                      | kabinet-Balkenende IV  | 2007-2010           |
| Jan Kees de Jager                      | Minister                     | Financiën                                                      | kabinet-Balkenende IV  | 2010                |
| Jan Kees de Jager                      | Minister                     | Financiën                                                      | kabinet-Rutte I        | 2010-2012           |
| Marja van Bijsterveldt                 | Staatssecretaris             | Onderwijs, Cultuur en Wetenschappen                            | kabinet-Balkenende IV  | 2007-2010           |
| Marja van Bijsterveldt                 | Minister                     | Onderwijs, Cultuur en Wetenschappen                            | kabinet-Rutte I        | 2010-2012           |
| Joop Atsma                             | Staatssecretaris             | Infrastructuur en Milieu                                       | kabinet-Rutte I        | 2010-2012           |
| Henk Bleker                            | Staatssecretaris             | Economische Zaken, Landbouw en Innovatie                       | kabinet-Rutte I        | 2010-2012           |
| Hans Hillen                            | Minister                     | Defensie                                                       | kabinet-Rutte I        | 2010-2012           |
| Ben Knapen                             | Staatssecretaris             | Buitenlandse Zaken                                             | kabinet-Rutte I        | 2010-2012           |
| Ben Knapen                             | Minister                     | Buitenlandse Zaken                                             | kabinet-Rutte III      | 2021-2022           |
| Gerd Leers                             | Minister                     | Immigratie en Asielzaken                                       | kabinet-Rutte I        | 2010-2012           |
| Marlies Veldhuijzen van Zanten-Hyllner | Staatssecretaris             | Volksgezondheid, Welzijn en Sport                              | kabinet-Rutte I        | 2010-2012           |
| Ferdinand Grapperhaus                  | Minister                     | Justitie en Veiligheid                                         | kabinet-Rutte III      | 2017-2022           |
| Wopke Hoekstra                         | Minister                     | Financiën                                                      | kabinet-Rutte III      | 2017-2022           |
| Wopke Hoekstra                         | Minister                     | Buitenlandse Zaken                                             | kabinet-Rutte IV       | 2022-2023           |
| Hugo de Jonge                          | Minister                     | Volksgezondheid, Welzijn en Sport                              | kabinet-Rutte III      | 2017-2022           |
| Hugo de Jonge                          | Minister                     | Volkshuisvesting en Ruimtelijke Ordening                       | kabinet-Rutte IV       | 2022-2023           |
| Hugo de Jonge                          | Minister                     | Binnenlandse Zaken en Koninkrijksrelaties                      | kabinet-Rutte IV       | 2023-2024           |
| Raymond Knops                          | Staatssecretaris             | Binnenlandse Zaken en Koninkrijksrelaties                      | kabinet-Rutte III      | 2017-2019 2020-2022 |
| Raymond Knops                          | Minister                     | Binnenlandse Zaken en Koninkrijksrelaties                      | kabinet-Rutte III      | 2019-2020           |
| Mona Keijzer                           | Staatssecretaris             | Economische Zaken en Klimaat                                   | kabinet-Rutte III      | 2017-2021           |
| Hanke Bruins Slot                      | Minister                     | Binnenlandse Zaken en Koninkrijksrelaties                      | kabinet-Rutte IV       | 2022-2023           |
| Hanke Bruins Slot                      | Minister                     | Buitenlandse Zaken                                             | kabinet-Rutte IV       | 2023-2024           |
| Marnix van Rij                         | Staatssecretaris             | Financiën                                                      | kabinet-Rutte IV       | 2022-2024           |
| Vivianne Heijnen                       | Staatssecretaris             | Infrastructuur en Waterstaat                                   | kabinet-Rutte IV       | 2022-2024           |